# جو آلون
جو آلون (انگلیسی: Joe Allon؛ زادهٔ ۱۲ نوامبر ۱۹۶۶) بازیکن فوتبال اهل بریتانیا است.
از باشگاه‌هایی که در آن بازی کرده است می‌توان به باشگاه فوتبال چلسی، باشگاه فوتبال هارتل پول یونایتد، باشگاه فوتبال سوانزی سیتی، باشگاه فوتبال لینکولن سیتی، باشگاه فوتبال برنتفورد، باشگاه فوتبال نیوکاسل یونایتد، و باشگاه فوتبال پورت ویل اشاره کرد.